# Liste der Monuments historiques in Dalhunden
Die Liste der Monuments historiques in Dalhunden führt die Monuments historiques in der französischen Gemeinde Dalhunden auf.

## Liste der Objekte
| Bezeichnung | Beschreibung                   | Standort                              | Kennzeichnung | Schutzstatus | Datum | Bild |
| ----------- | ------------------------------ | ------------------------------------- | ------------- | ------------ | ----- | ---- |
| Kelch       | Silber, vergoldet, um 1500 (?) | in der protestantischen Kirche (Lage) | PM67000044    | Classé       | 1987  |      |